# Antipathes cylindrica
Antipathes cylindrica är en korallart som beskrevs av Brook 1889. Antipathes cylindrica ingår i släktet Antipathes och familjen Antipathidae. Inga underarter finns listade i Catalogue of Life.